# Траханов, Павел Сергеевич
Павел Сергеевич Траханов (21 марта 1978, Москва — 7 сентября 2011, Туношна, Ярославская область) — российский хоккеист, защитник.

## Биография
Воспитанник ЦСКА, где начал профессиональную карьеру в 1997 году. В 2005 году подписал контракт с череповецкой «Северсталью», в которой выступал на протяжении последующих двух сезонов. 19 июня 2007 года перешёл в подмосковный ХК МВД, в составе которого в 2010 году стал финалистом Кубка Гагарина. 15 июня 2010 года подписал контракт с мытищинским «Атлантом», в составе которого в сезоне 2010/11 провёл 72 матча, набрал 8 (0+8) очков, дошёл до финала Кубка Гагарина. 4 мая 2011 года подписал двухлетнее соглашение с ярославским «Локомотивом».
В 1996 году стал чемпионом на проходившем в Уфе чемпионате Европы среди юниоров.
Погиб на 34-м году жизни 7 сентября 2011 года в авиакатастрофе самолёта Як-42, произошедшей под Ярославлем. Похоронен в Москве на Востряковском кладбище.

## Личная жизнь
Жена Екатерина занималась художественной гимнастикой. Два сына — Георгий и Алексей. Любимыми увлечениями были отдых в кругу семьи и рыбалка.
Двоюродный брат Денис также хоккеист.

## Достижения
- Чемпион Европы среди юниоров 1996
- Финалист Кубка Гагарина (2): 2010, 2011

## Статистика
| Легенда | Легенда                    | Легенда | Легенда                   | Легенда | Легенда    |
| ------- | -------------------------- | ------- | ------------------------- | ------- | ---------- |
| И       | Количество проведённых игр | Штр     | Штрафное время            | +/−     | Плюс-минус |
| Г       | Голы                       | П       | Голевые передачи          | О       | Очки       |
| -       | Статистика неизвестна      | —       | Статистика не учитывалась |         |            |

### Международная
| Турнир   | Игр | Г | П | Очк | +/- | Штр |
| -------- | --- | - | - | --- | --- | --- |
| ЮЧЕ-1996 | 5   | 1 | 0 | 1   | --  | 0   |